# Crêt de la Borne
Crêt de la Borne är ett bergspass i Schweiz. Det ligger i kantonen Neuchâtel, i den västra delen av landet, 50 km väster om huvudstaden Bern. Crêt de la Borne ligger 1 068 meter över havet.